# مركز ييل للفن البريطاني
يضمُّ مركز ييل للفن البريطاني بجامعة ييل في وسط مدينة نيو هافن بولاية كونيتيكت أكبر وأشمل مجموعة للفنون البريطانية خارج المملكة المتحدة. تعكس مجموعة اللوحات والنحت والرسومات والمطبوعات والكتب النادرة والمخطوطات تطور الفن والثقافة البريطانية من العصر الإليزابيثي وما بعده.

## التأسيس
تم إنشاء المركز بهدية من باول ميلون (بالإنجليزية: Paul Mellon)‏ (فئة ييل كوليج عام 1929) من مجموعته الفنية البريطانية إلى جامعة ييل في عام 1966، جنبًا إلى جنب مع هبة لعمليات المركز، وتمويلات لمبنى لإيواء الأعمال الفنية. تم تصميم المبنى من قبل لويس آي كان وتم تشييده في زاوية شارعي يورك وتشابل في نيو هافن، عبر الشارع من أحد أقدم المباني في كان، معرض الفنون بجامعة ييل، الذي تم بناؤه عام 1953. تم الانتهاء من مركز ييل للفنون البريطانية بعد وفاة كان في عام 1974، وافتتح للجمهور في 15 أبريل 1977. السطح الخارجي مصنوع من الفولاذ غير اللامع والزجاج العاكس. الداخل مصنوع من رخام الترافرتين والبلوط الأبيض والكتان البلجيكي. نجح كان في إنشاء صالات عرض حميمة حيث يمكن للمرء أن يرى الأشياء في الضوء الطبيعي المنتشر. أراد السماح بدخول أكبر قدر ممكن من ضوء النهار، مع استخدام الإضاءة الاصطناعية فقط في الأيام المظلمة أو في المساء. يجتمع تصميم المبنى ومواده وغرفه المضاءة لتوفر بيئة للأعمال الفنية بسيطة وكريمة.
يرتبط المركز بمركز بول ميلون للدراسات في الفن البريطاني في لندن، والذي يمنح المنح والزمالات، وينشر الألقاب الأكاديمية، ويرعى أول برنامج للدراسة الجامعية بالخارج في جامعة ييل لمنح الائتمان، ييل إن لندن.

## المجموعة الفنيّة
تتكون المجموعة من ما يقرب من 2000 لوحة و 200 منحوتة، مع التركيز على الفترة ما بين ولادة ويليام هوغارث (1697) إلى وفاة جي إم دبليو تورنر (1851). ومن بين الفنانين الآخرين الممثلين توماس جينسبورو، وجورج ستابس، وجوزيف رايت، وجون كونستابل، وجوشوا رينولدز، وتوماس لورانس، وروبرت بولهيل بيفان، وستانلي سبنسر، وباربرا هيبوورث، وبن نيكولسون.

داخل الطابق الرابع

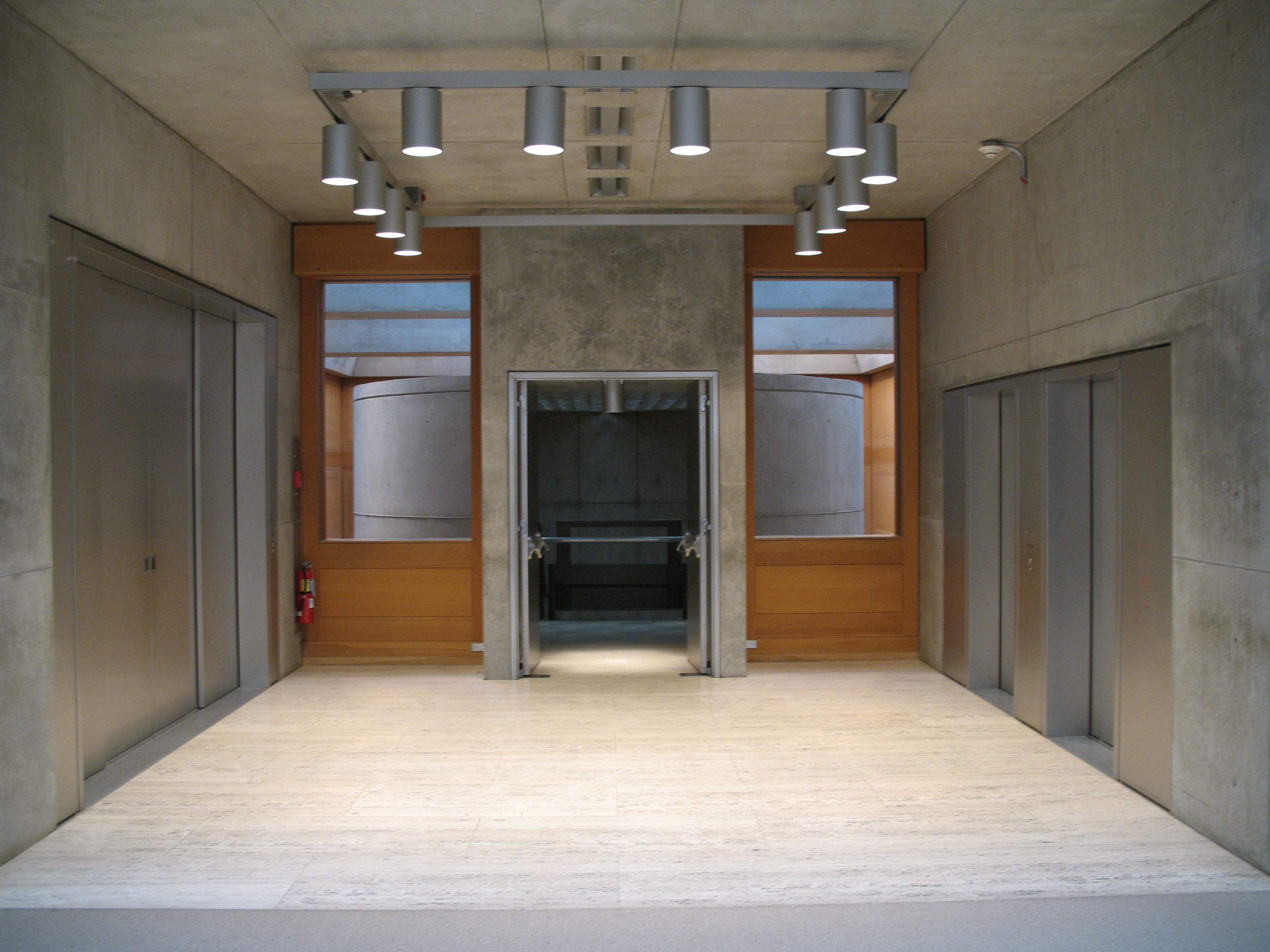
الطابق الرابع

تحتوي المجموعة أيضًا على أعمال لفنانين من أوروبا وأمريكا الشمالية عاشوا وعملوا في بريطانيا. ومن هؤلاء هانز هولباين وبيتر بول روبنز وأنتوني فان ديك وكاناليتو ويوهان زوفاني وجون سينجلتون كوبلي وبنجامين ويست وجيمس ماكنيل ويسلر.
بعض مجالات التركيز في المجموعة هي صور جماعية صغيرة، تُعرف باسم «قطع المحادثة»، بما في ذلك تلك التي رسمها هوغارث وجينزبورو ويوهان زوفاني وآرثر ديفيز؛ لوحات المناظر الطبيعية لجينزبورو وريتشارد ويلسون وكونستابل وريتشارد باركس بونينجتون وتورنر؛ واللوحات الرياضية والحيوانية البريطانية، التي تصور جورج ستابس، وجون ووتون، وبنجامين مارشال، وألفريد مونينج. تشمل الأنواع الأخرى اللوحات البحرية التي يمثلها صموئيل سكوت وتشارلز بروكينغ؛ مناظر مدينة لندن. فن السفر من الهند، ومشاهد من مسرحيات شكسبير، وصور ممثلين.
ومن النحاتين الممثلين لويس فرانسوا روبيلاك وجوزيف نوليكنز وفرانسيس شانتري وجاكوب إبستين وهنري مور.
تضم المجموعة المكونة من 20000 رسم ولوحة مائية و31000 مطبوعة فنية بريطانية ورسومات شخصية. وهي تشمل أعمال هوغارث، وبول ساندبي، وتوماس رولاندسون، وويليام بليك، وجون كونستابل، وصمويل بالمر، وريتشارد باركس بونينغتون، وجون روسكين، وجيه إم دبليو تيرنر، ووالتر سيكرت، ودانكان جرانت، وبول ناش، وإدوارد بورا، وستانلي سبنسر، وأوغسطس جون، وجوين. جون وما قبل الرفائيلية.
مثل العروض المرئية التفاعلية تتكون مجموعة الكتب والمخطوطات النادرة في المركز من 35000 مجلد، بما في ذلك الخرائط والأطالس والكتب الرياضية والمواد الأرشيفية للفنانين البريطانيين. كما أن لديها حوالي 1300 ورقة نشأت في المصور. تتضمن المجموعة أيضًا مجموعة كاملة من منشورات كيلمسكوت بريس لـويليام موريس بالإضافة إلى مجموعة متزايدة من كتب الفنانين المعاصرين. جوهر مجموعة الكتب المصورة هو المواد التي جمعها الرائد جيه آر آبي - أحد أوائل هواة جمع كتب الألواح الملونة البريطانية، ويتضمن أكثر من 2000 مجلد تصف الحياة البريطانية، والعادات، والمناظر الطبيعية، والسفر خلال تلك الفترة. 1770-1860. تحتوي مجموعة المركز أيضًا على عدد كبير من الخرائط والأطالس المبكرة.
يقدم المركز المكون من أربعة طوابق جدولاً زمنيًا على مدار العام للمعارض والبرامج التعليمية، بما في ذلك الأفلام والحفلات الموسيقية والمحاضرات والجولات والندوات والبرامج العائلية. كما يوفر العديد من الفرص للبحث العلمي، بما في ذلك الزمالات السكنية. تشمل الموارد الأكاديمية للمركز المكتبة المرجعية (40.000 مجلد) وأرشيف الصور ومختبرات الحفظ وغرفة دراسة لفحص الأعمال الورقية من المجموعة.
المركز مفتوح للجمهور مجانًا ستة أيام في الأسبوع، وهو عضو في برنامج متاحف أمريكا الشمالية المتبادلة.

## أعمال فنيّة مختارَة

السلام الذي يحتضن الوفرة, بيتر بول روبنز, ca. 1632-1633السلام الذي يحتضن الوفرة, بيتر بول روبنز, ca. 1632-1633
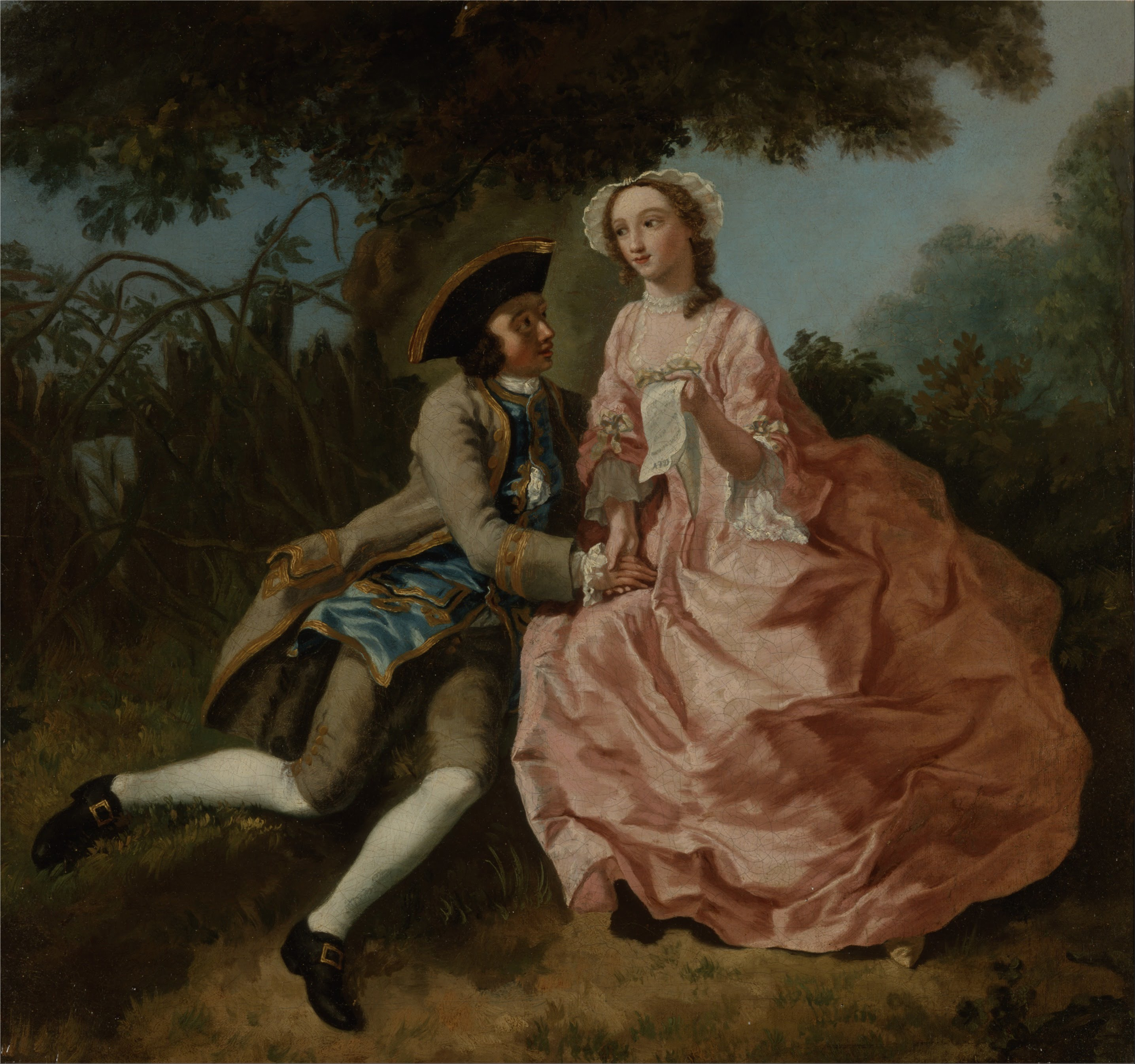
عشاق في المناظر الطبيعية, بيتروس يوهانس فان ريشوت  [لغات أخرى]‏, ca. 1740
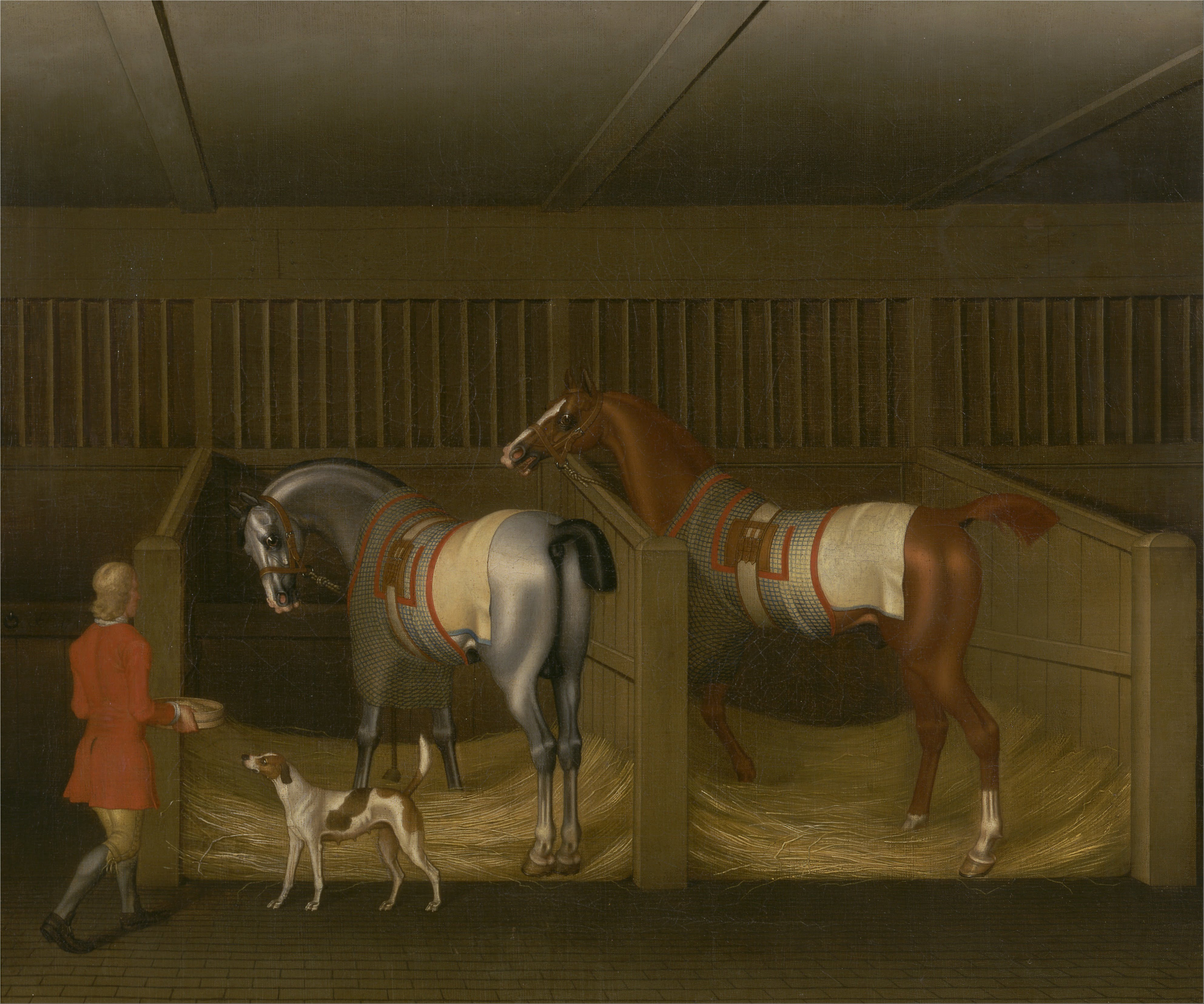
الاسطبلات واثنين من الخيول الجري الشهيرة التي تنتمي إلى نعمته، دوق بولتون, بواسطة جيمس سيمور  [لغات أخرى]‏, 1747
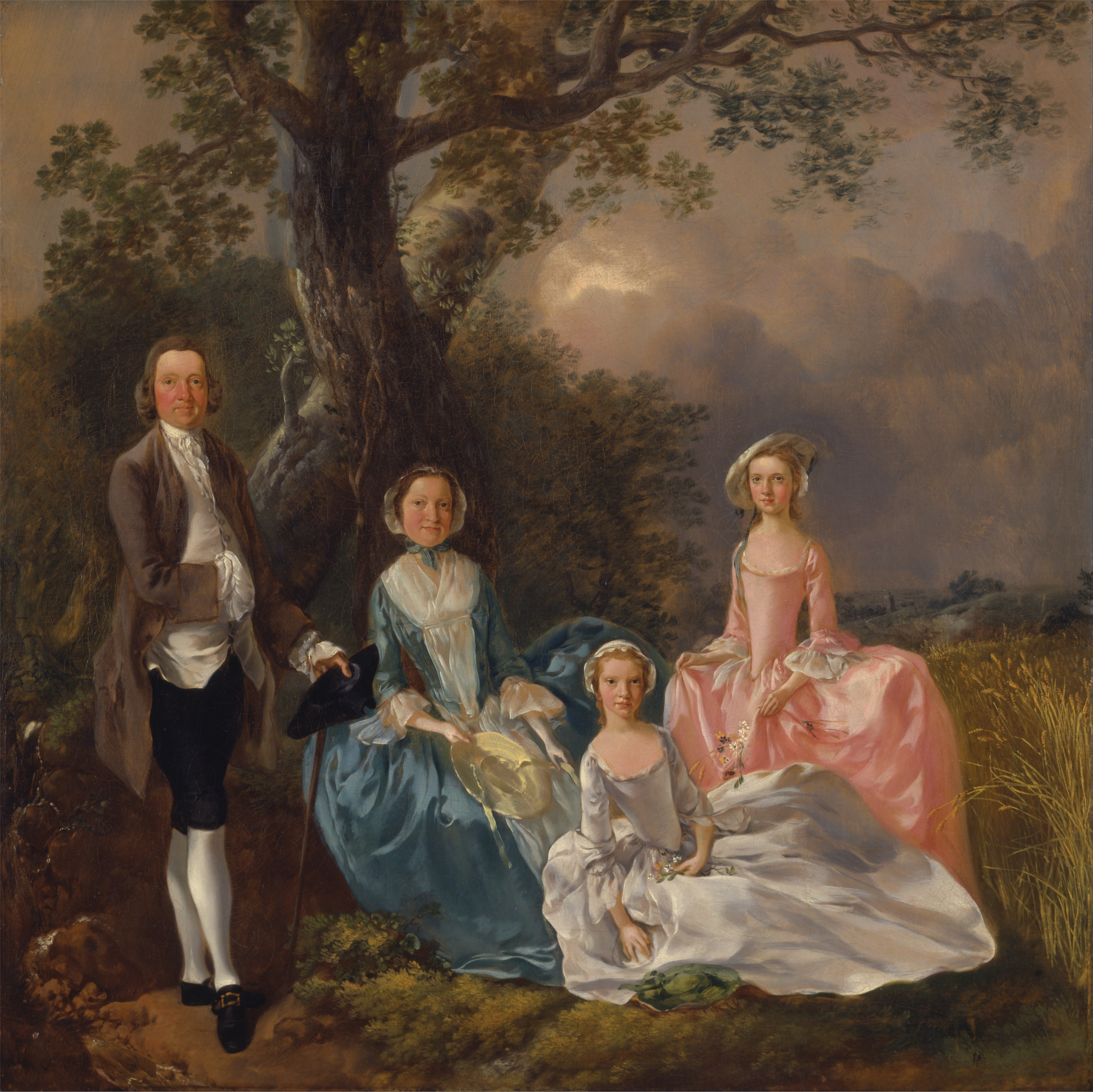
عائلة غرافينور, بواسطة توماس غينسبورو, 1754
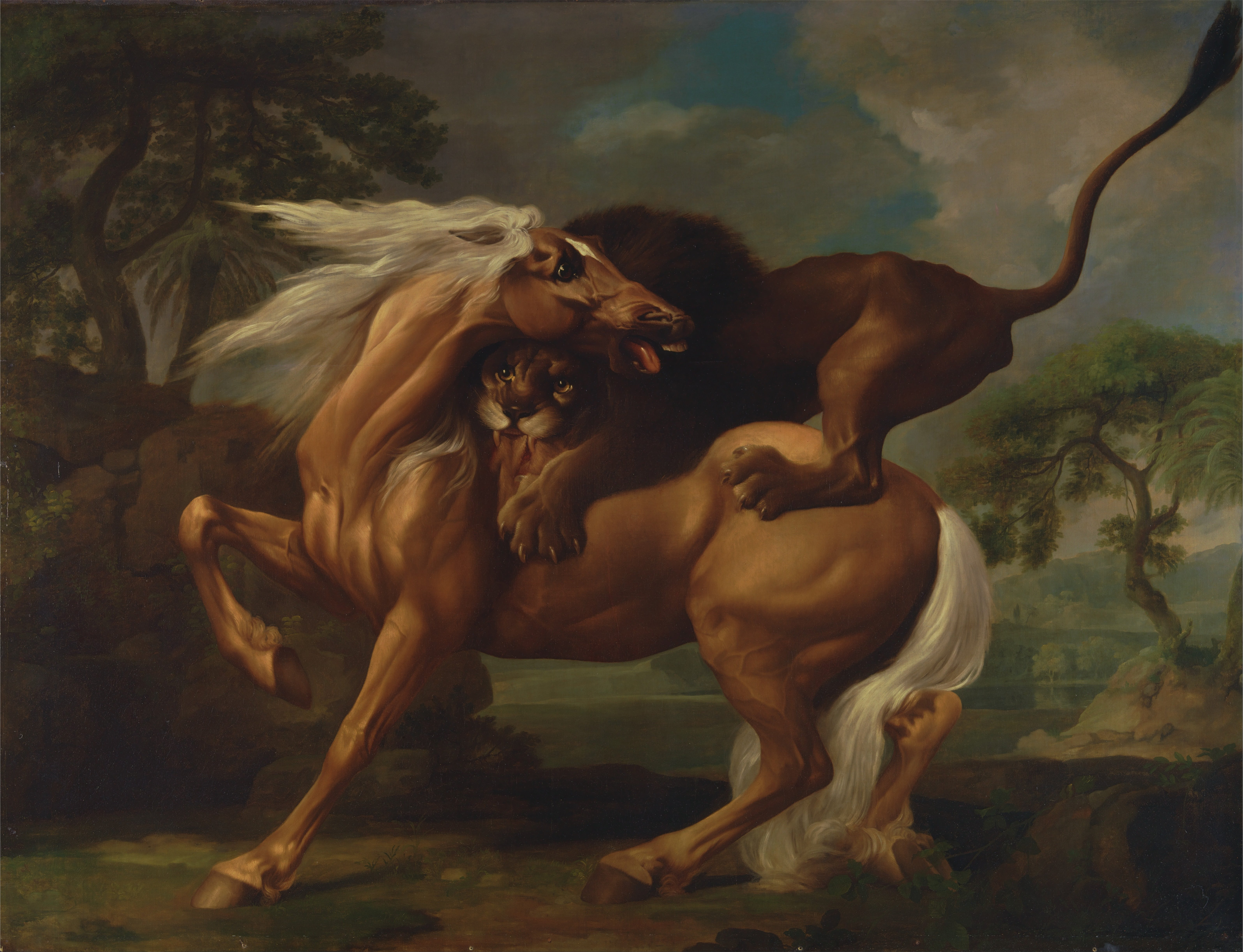
أسد يهاجم حصان, بواسطة جورج ستابس, 1762
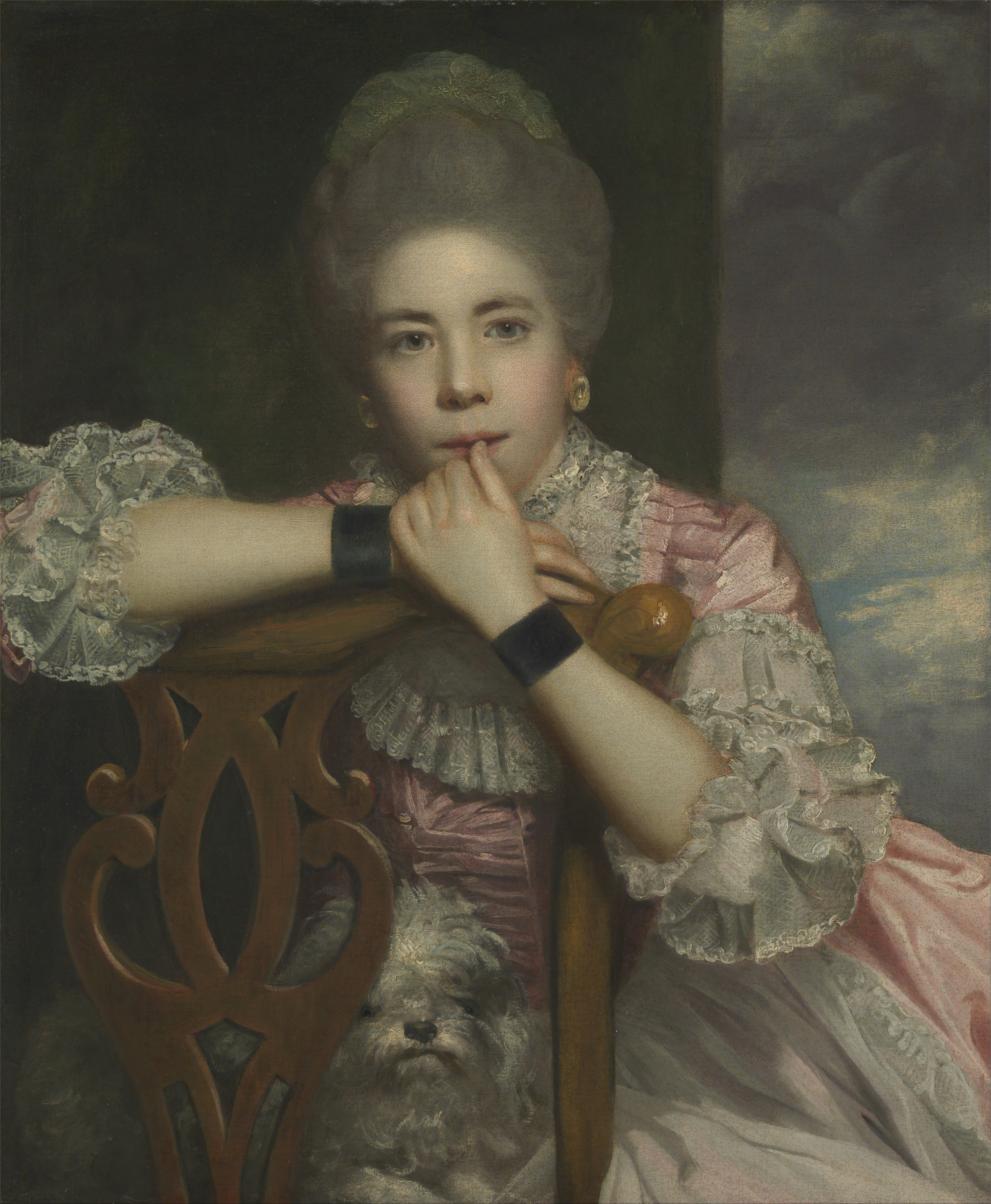
Mrs. Abington as Miss Prue in "الحب من أجل الحب" بواسطة William Congreve, بواسطة السير جوشوا رينولدز, 1771
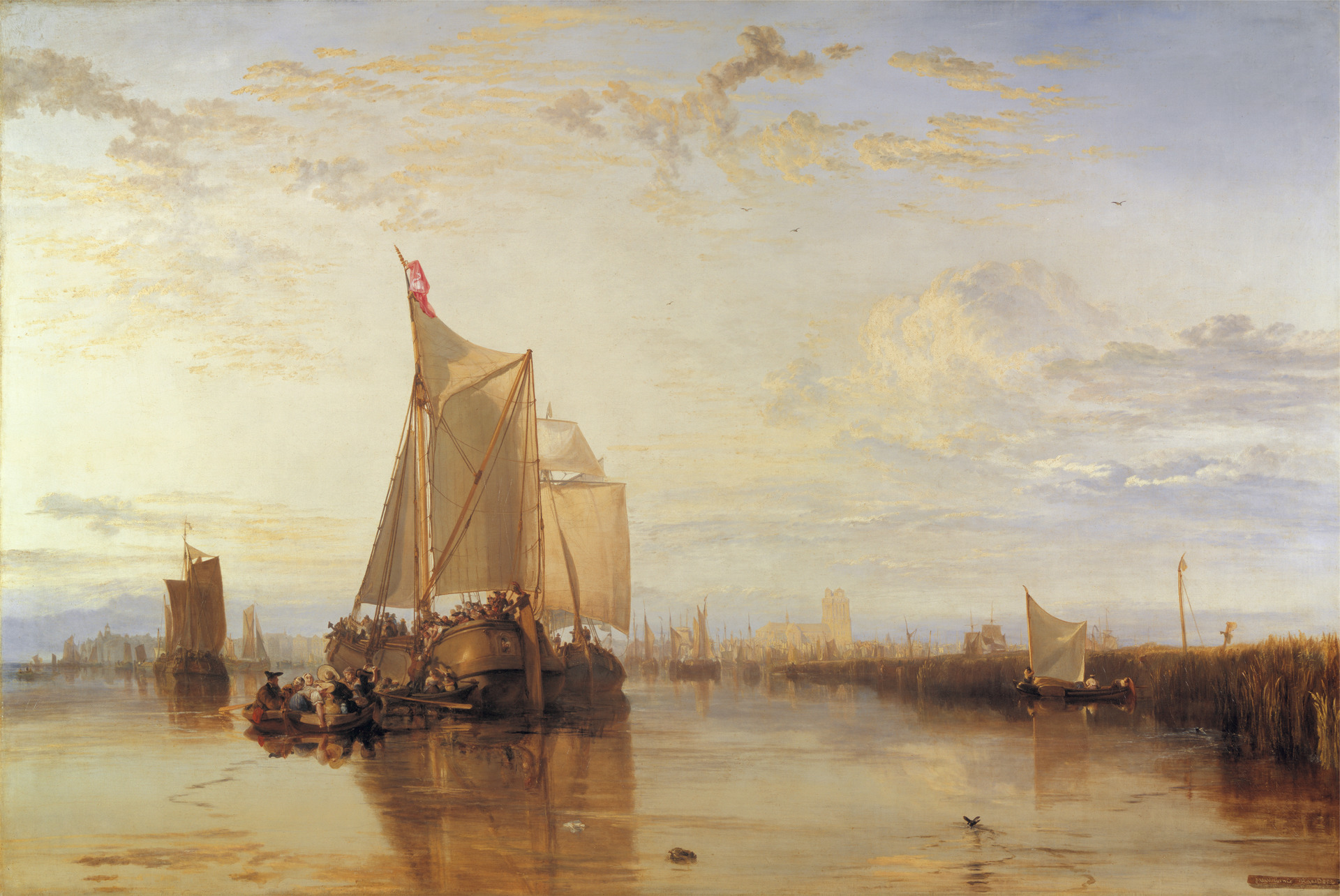
[en→ar]Dort or Dordrecht: The Dort packet-boat from Rotterdam becalmed, by J. M. W. Turner, ca. 1818
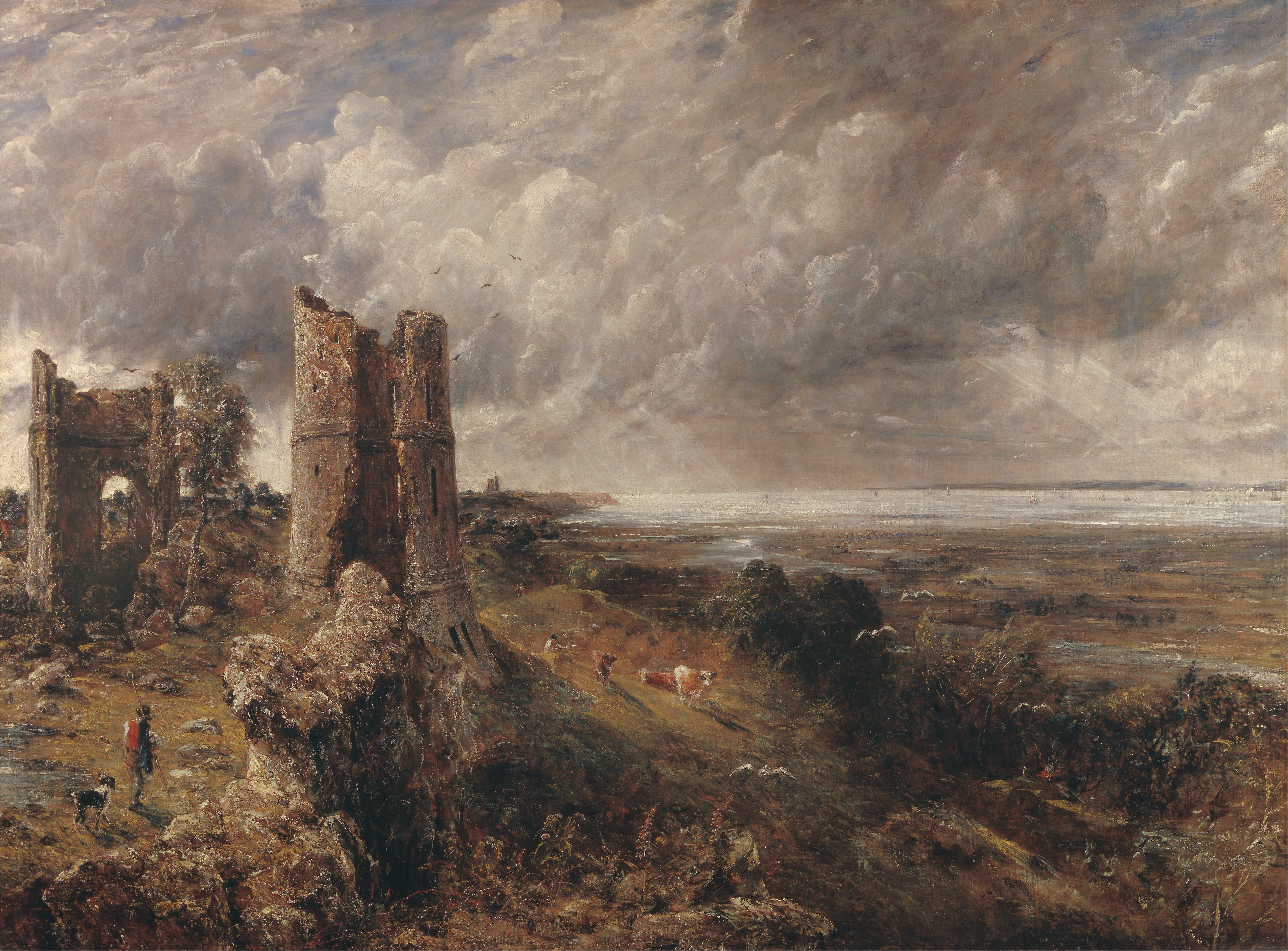
[en→ar]Hadleigh Castle, The Mouth of the Thames--Morning after a Stormy Night, by جون كونستابل, 1829
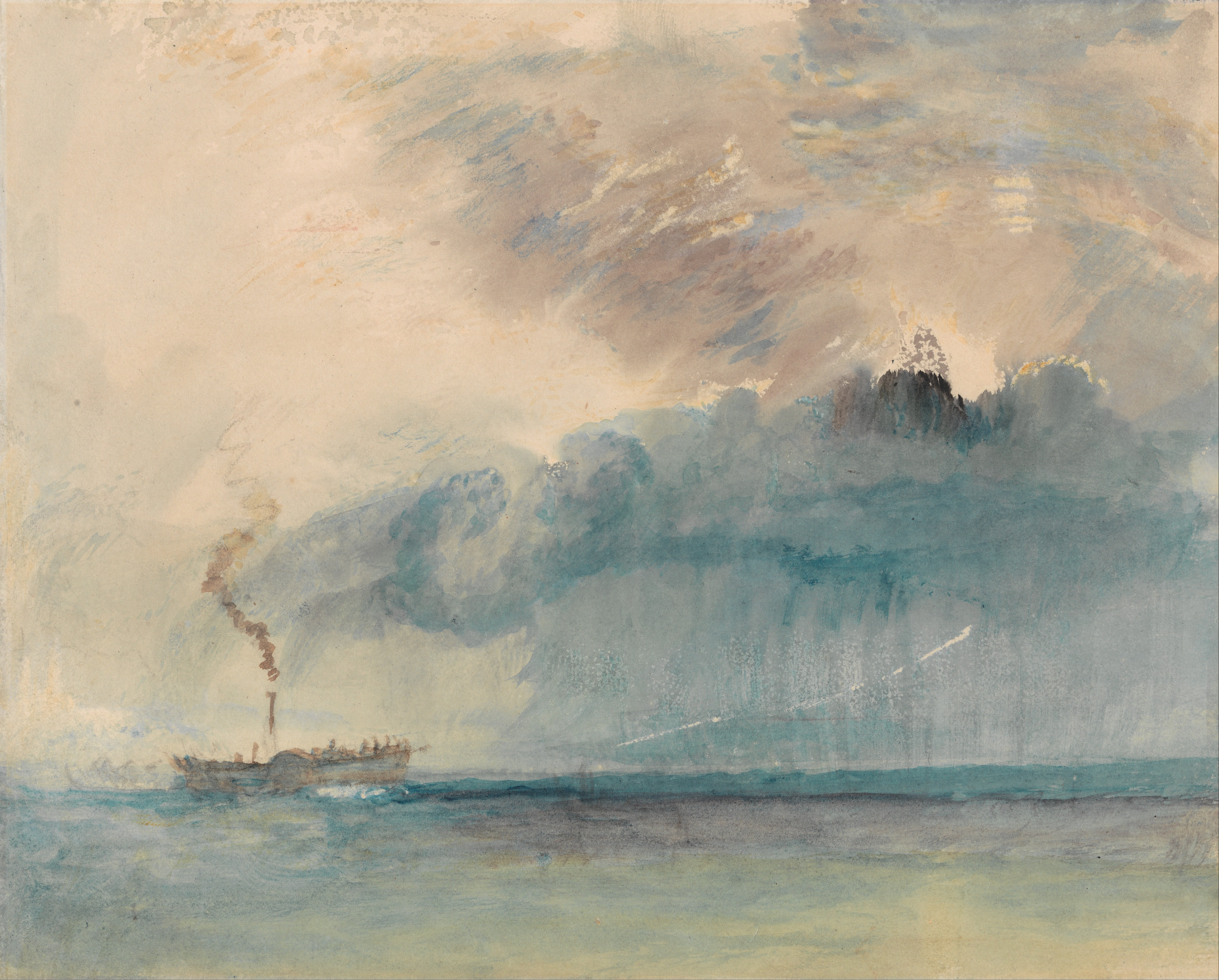
[en→ar]A Paddle-steamer in a Storm, ألوان مائية by J. M. W. Turner, ca. 1841
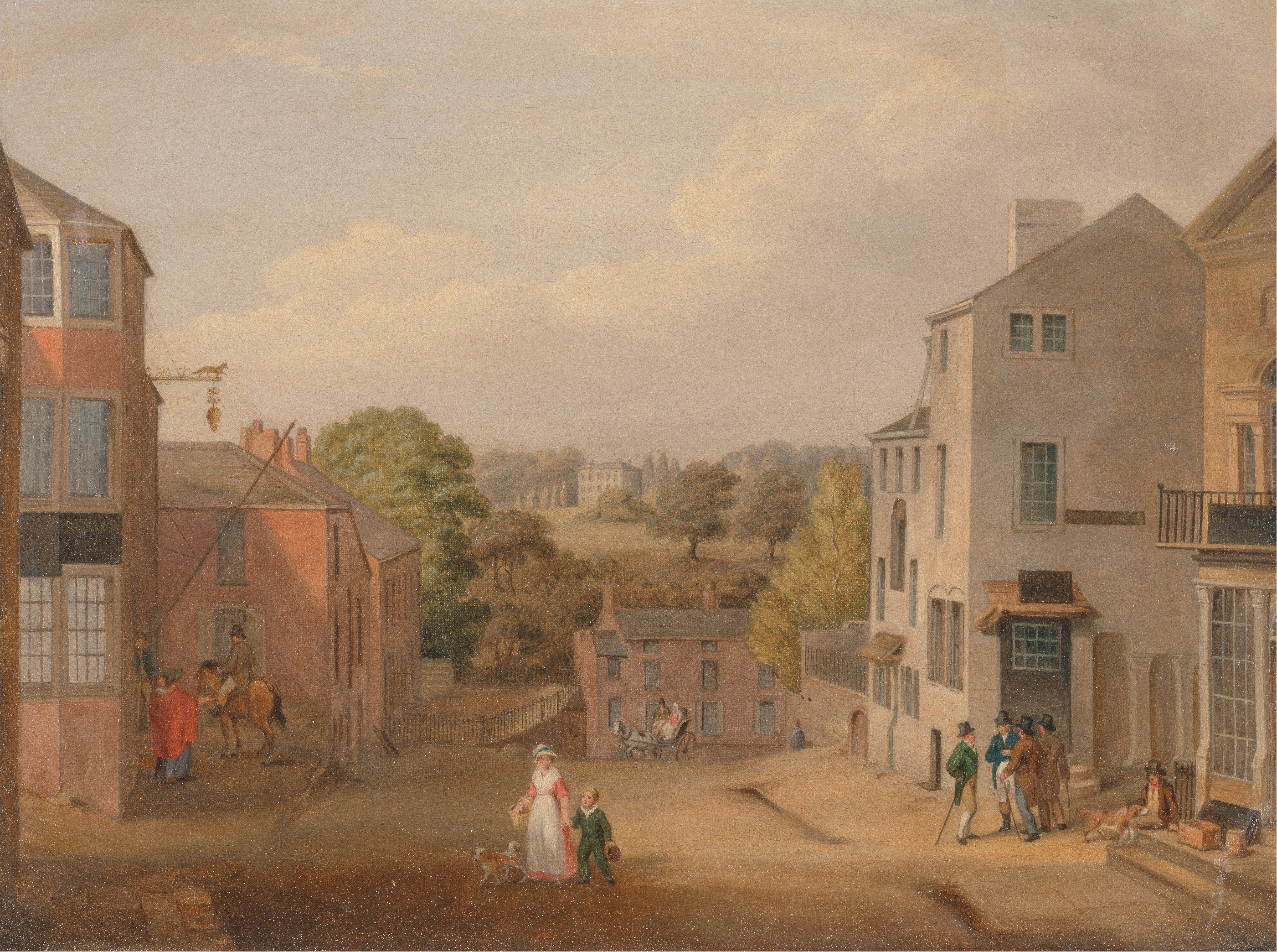
[en→ar]Street Scene in Chorley, Lancashire, with a view of Chorley Hall, by John Bird of Liverpool, ca. 1795
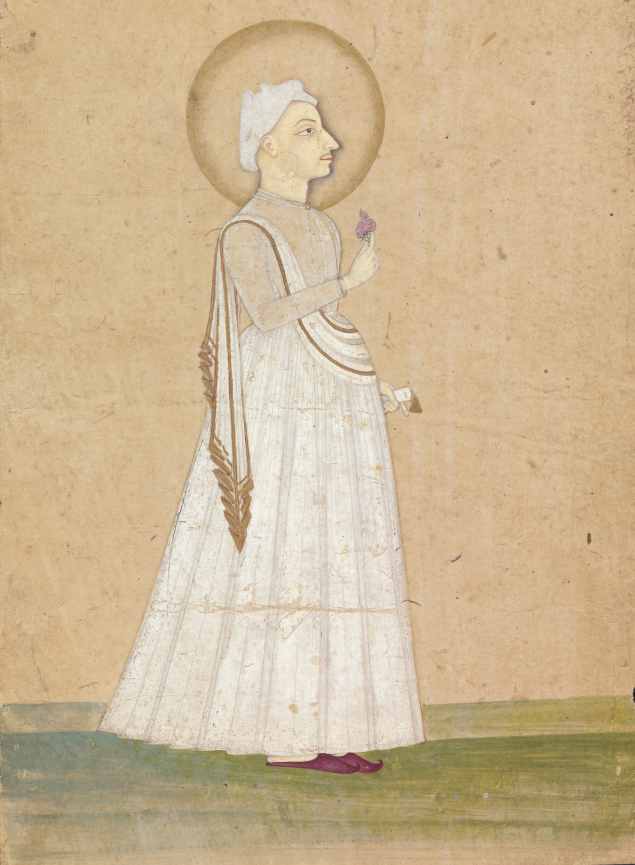
[en→ar]A portrait of an Indian Premier Madhavrao Peshwa, an 18th-century Noble, Statesman, Premier
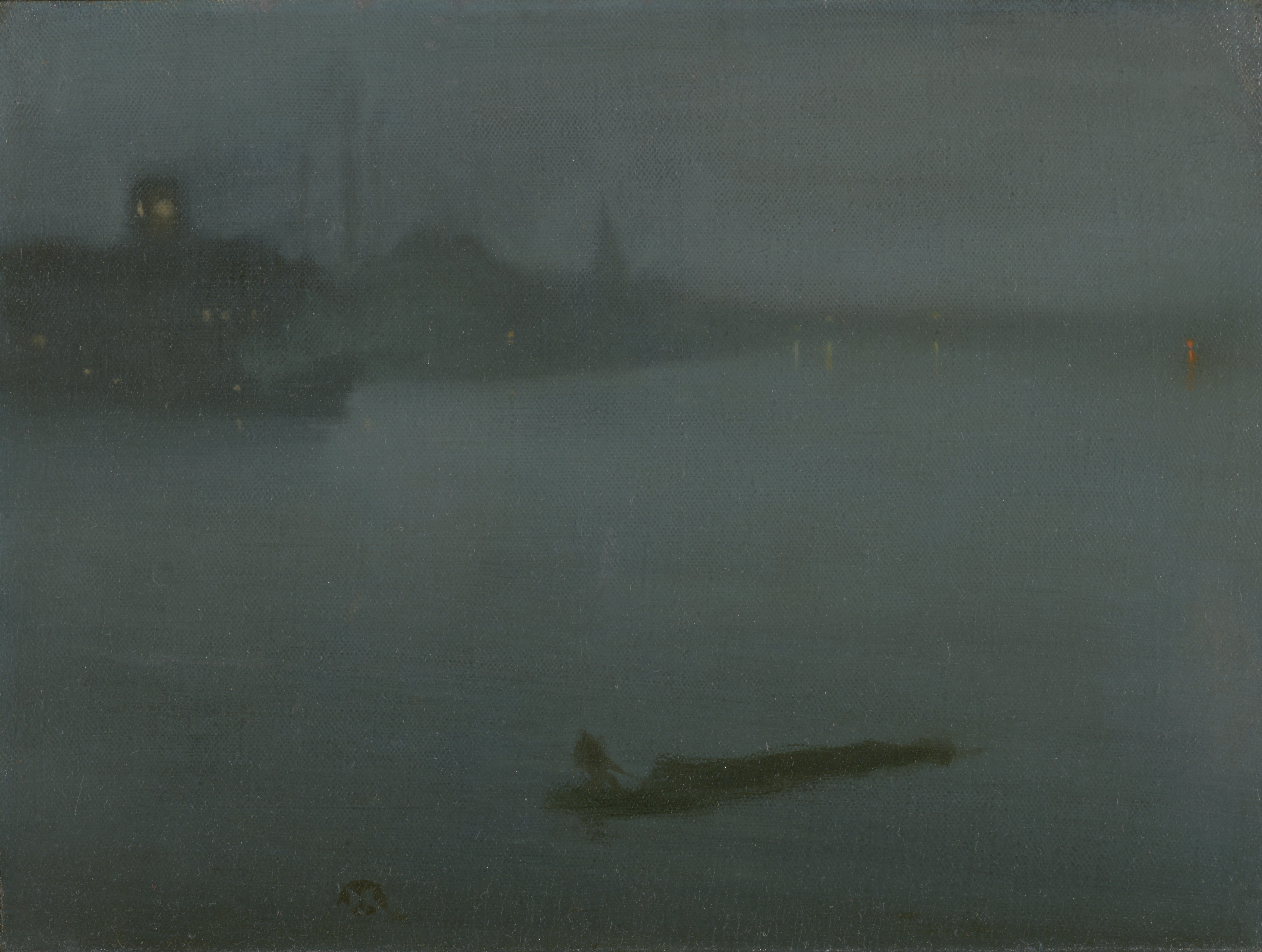
[en→ar]Nocturne in Blue and Silver, by جيمس مكنيل ويسلر, 1872-1878